# Monte Haku
Il Monte Haku (白山?, Hakusan, lett. "Montagna Bianca"), o Monte Hakusan (comunemente abbreviato come Hakusan), è un vulcano potenzialmente attivo del Giappone. Si tratta di uno stratovulcano localizzato ai confini delle prefetture di Gifu, Fukui e Ishikawa, nell'Honshū. Nell'Olocene le eruzioni sono state di tipo freatico o freatomagmatico originatesi da diversi crateri sommitali, l'ultima delle quali è del XVII secolo.
Insieme al Monte Tate e al Fuji, è una delle "tre montagne sacre" (三霊山?, Sanreizan) del Giappone.

## Geografia
La vetta più alta del monte, il Gozengamine (御前峰), raggiunge l'altezza di 2.702 m. Insieme al Kengamine (剣ヶ峰), che è 2.677 m, e all'Ōnanjimine (大汝峰), che è 2.648 m, costituisce le cosiddette "Tre vette del Monte Haku" (白山三峰 Hakusan Sanmine). A volte sono inclusi anche il Monte Bessan e il Monte Sannomine, formando le "Cinque vette del Monte Haku".
Poiché è molto sporgente e chiaramente visibile dalla vicina costa, anche dopo che le montagne circostanti hanno perso la loro neve, il Monte Haku appare ancora bianco, il che spiega il suo nome, che significa "montagna bianca." È anche la montagna più occidentale del Giappone che superi i 2.000 m di altezza.

### Geologia
L'area che circonda il Monte Haku è una delle poche in Giappone che contiene affioramenti del periodo giurassico dell'era mesozoica. Molti dei tipici esempi di fossili di dinosauro giapponesi furono trovati in quest'area. Uno dei principali affioramenti di roccia è nell'area di Kuwashima ed è noto come il "Muro fossile di Kuwashima" (桑島化石壁?, Kuwashima Kasekikabe).
Poiché il monte è un vulcano quiescente, nella zona vi sono molti famosi onsen (sorgenti termali), che hanno dato vita a una fiorente attività turistica.

### Flora
Il Monte Haku è famoso per la varietà delle sue forme di vita vegetale. Lungo il Sentiero di Sabō, dopo aver superato il Rifugio Jinnosuke, si trovano piante alpine, inclusa la fritillaria di Kamčatka, che è la pianta tipica della prefettura di Ishikawa.
Ci sono molte piante alpine che hanno Hakusan nel loro nome. Esse includono la Primula cuneifolia (Hakusan Kozakura), l'Anemone narcissiflora (Hakusan Ichige), la Dactylorhiza (Hakusan Chidori), il Geranium yesoemse (Hakusan Fuuro) e il Rhododendron brachycarpum (Hakusan Shakunage). Queste piante si possono trovare su molte montagne in tutto il Giappone, ma furono scoperte e denominate per prima volta lungo i sentieri più vecchi che portano al Santuario di Hakusan.
| Fritillaria di Kamčatka (Kuro Yuri) | Primula cuneifolia (Hakusan Kozakura) | Anemone narcissiflora (Hakusan Ichige) | Dactylorhiza aristata (Hakusan Chidori) |
| ----------------------------------- | ------------------------------------- | -------------------------------------- | --------------------------------------- |
|                                     |                                       |                                        |                                         |

### Fauna
L'aquila reale, l'uccello tipico della prefettura di Ishikawa, vive sulle pendici del Monte Haku. Anche la pernice bianca, l'uccello tipico della prefettura di Gifu, viveva sulle pendici. Durante il periodo Meiji, l'intera popolazione di pernici sulla montagna scomparve; tuttavia, sono stati recentemente registrati dai residenti locali avvistamenti di urogalli.

## Storia e cultura
Il monaco buddhista Taichō fu il primo a scalare il Monte Haku nel 717. Da centinaia di anni, la gente viene all'Haku per pregare (白山信仰 Hakusan Shinkō). Sulla montagna vi è un santuario sezione del Santuario di Shirayama Hime, che fungeva da santuario supremo (一宮?, Ichinomiya) per la Provincia di Kaga. Il Santuario di Shirayama Hime è il santuario principale (総本社?, sō-honsha) di approssimativamente 2.000 santuari di Hakusan (白山神社?, Hakusan jinja) in Giappone. Nel 1980 un'area di 48.000 ha fu designata come Riserva dell'uomo e della biosfera dell'UNESCO.
Il Monte Haku fu designato originariamente come parco seminazionale nel 1955. Divenne un parco nazionale nel 1962 e fu rinominato Parco nazionale di Hakusan. Poiché la parte centrale della montagna ha un terreno molto franoso, ci sono pochissime strade e, di conseguenza, poche intrusioni umane nell'area. L'intrusione umana è limitata anche dalla designazione del parco come area protetta, che copre oltre 38.061 ha. Il parco si estende oltre i confini della montagna nella Prefettura di Toyama.

## Sentieri escursionistici
I tre sentieri escursionistici può utilizzati sono il Sentiero di Kankō (観光新道 ?, Kankō Shinmichi), il Sentiero di Sabō (砂防新道?, Sabō Shinmichi) e il Sentiero di Hirase (平瀬道?, Hirase-dō). Sia il Sentiero di Kankō quello di Sabō hanno origine nella città di Hakusan (prefettura di Ishikawa), ma il Sentiero di Hirase parte dalla Diga di Ōshirakawa (Ōshirakawa damu?, 白川ダム) nella prefettura di Gifu.
Poiché l'area è protetta in qualità di parco nazionale, pochissimi sentieri sono stati fatti sulla montagna. Benché i sentieri sopraelencati siano abbastanza facili da percorrere in salita e in discesa in una sola giornata, altri sentieri richiedono due o tre giorni a causa dei sentieri non disboscati e del terreno accidentato.

## Galleria d'immagini

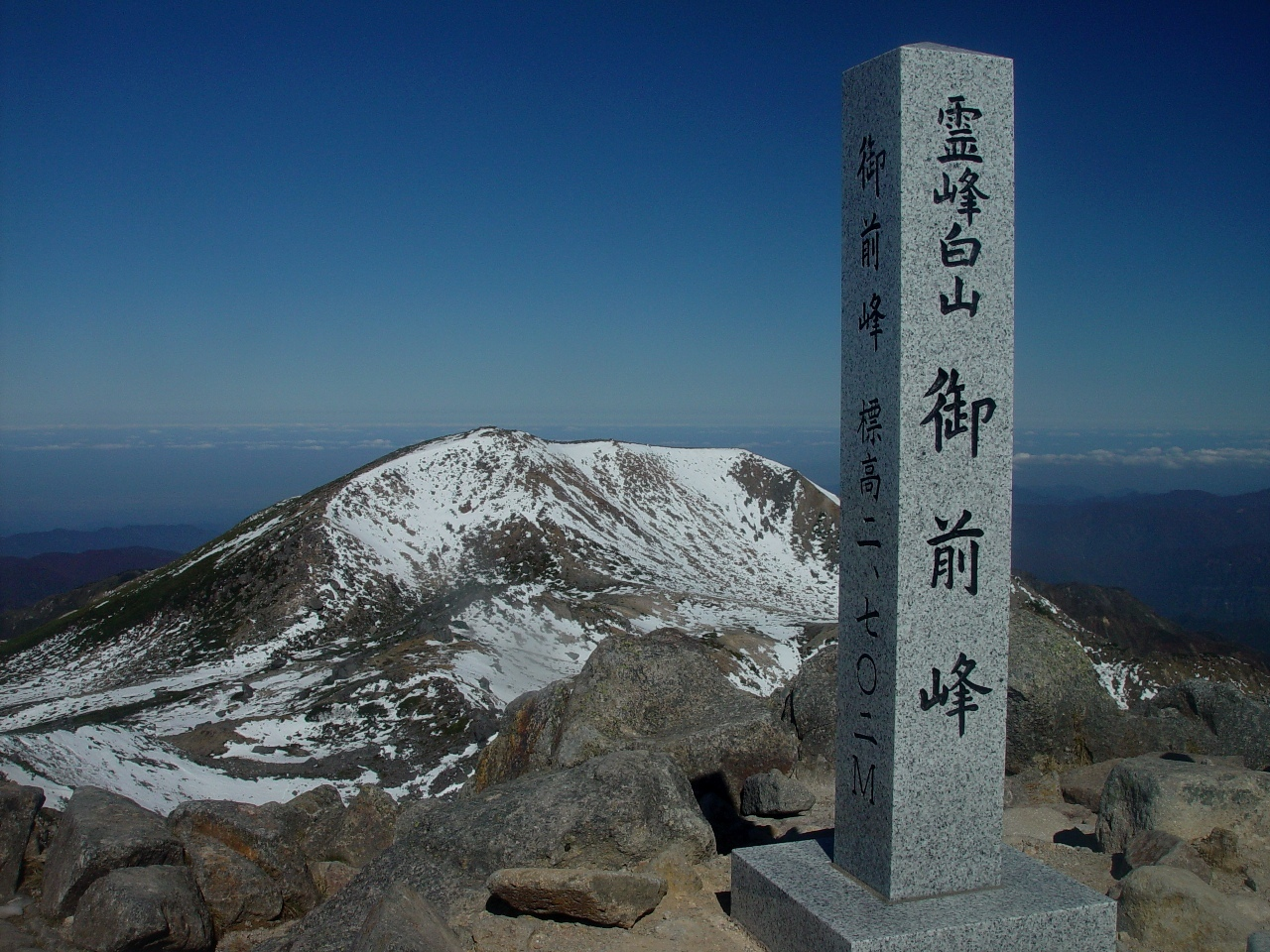
La cima del Gozengamine (Monte Haku) e dell'Ōnanjimine
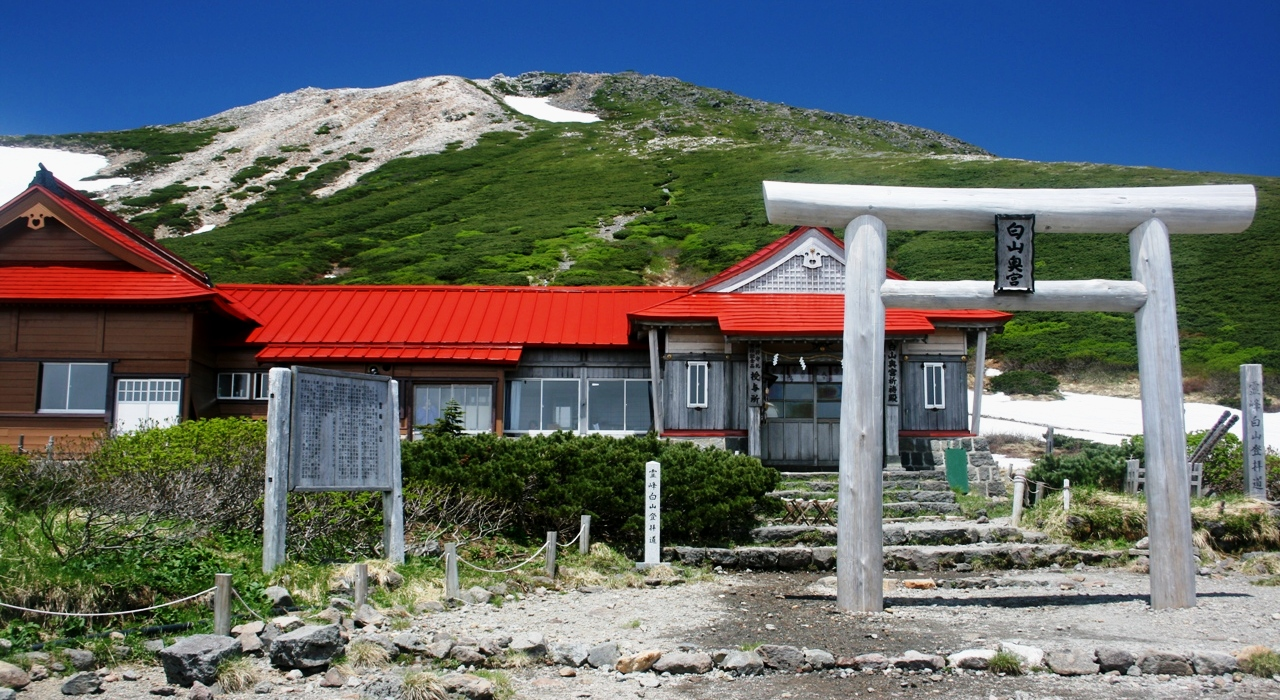
Il Santuario di Hakusan a Murodo e Gozengamine
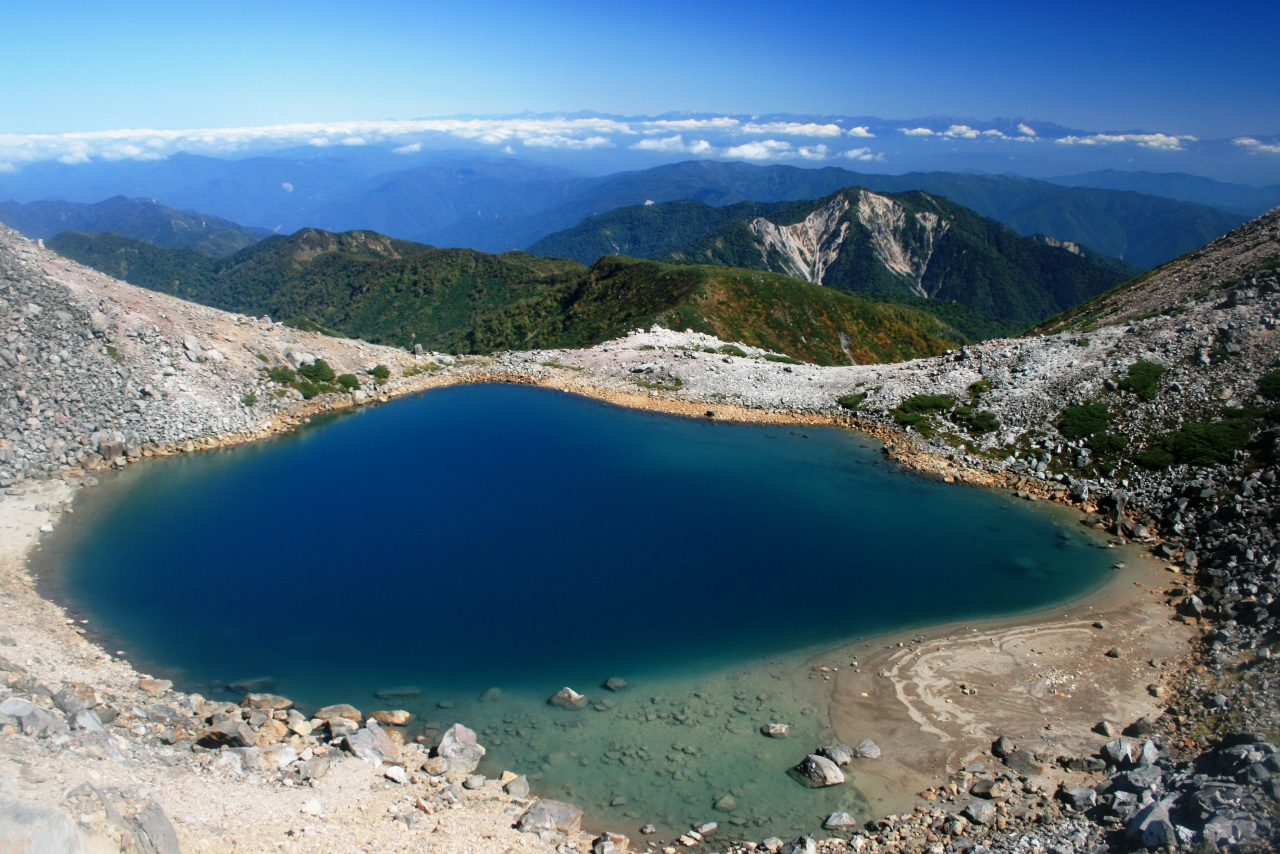
Cratere vulcanico (Midoriga-ike)
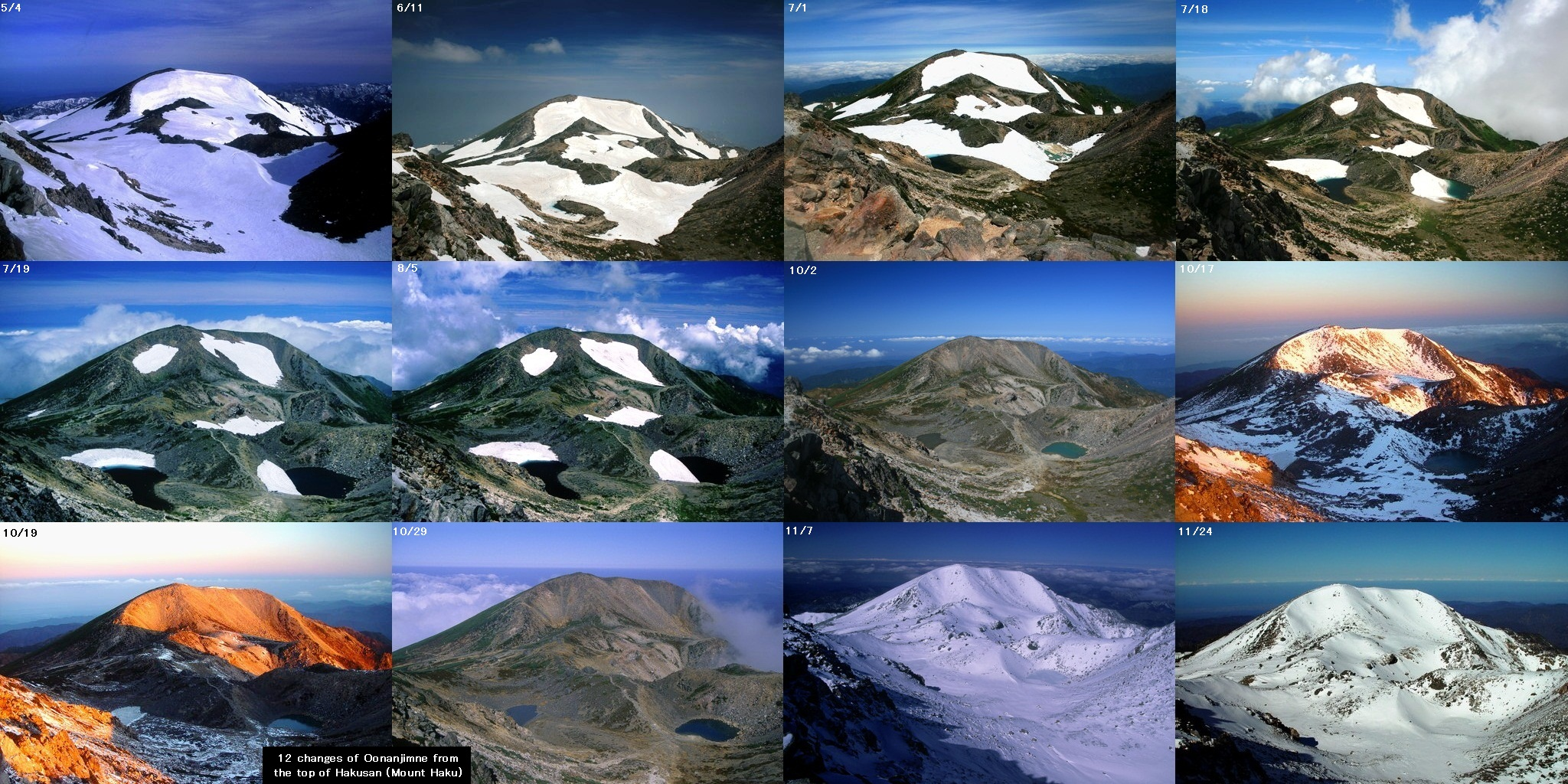
Il Monte Haku in tutte le stagioni
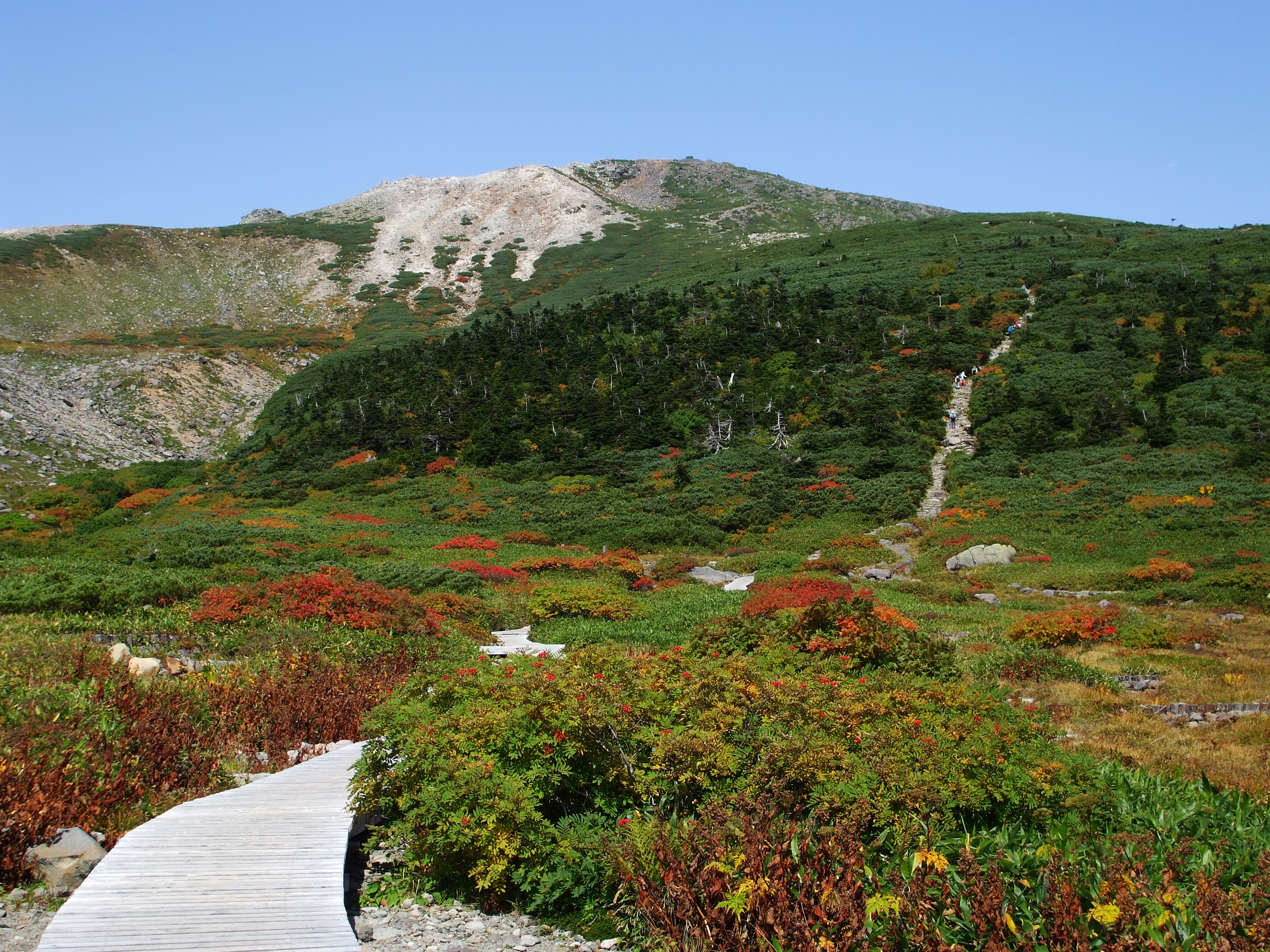
Il Monte Haku da Midagahara
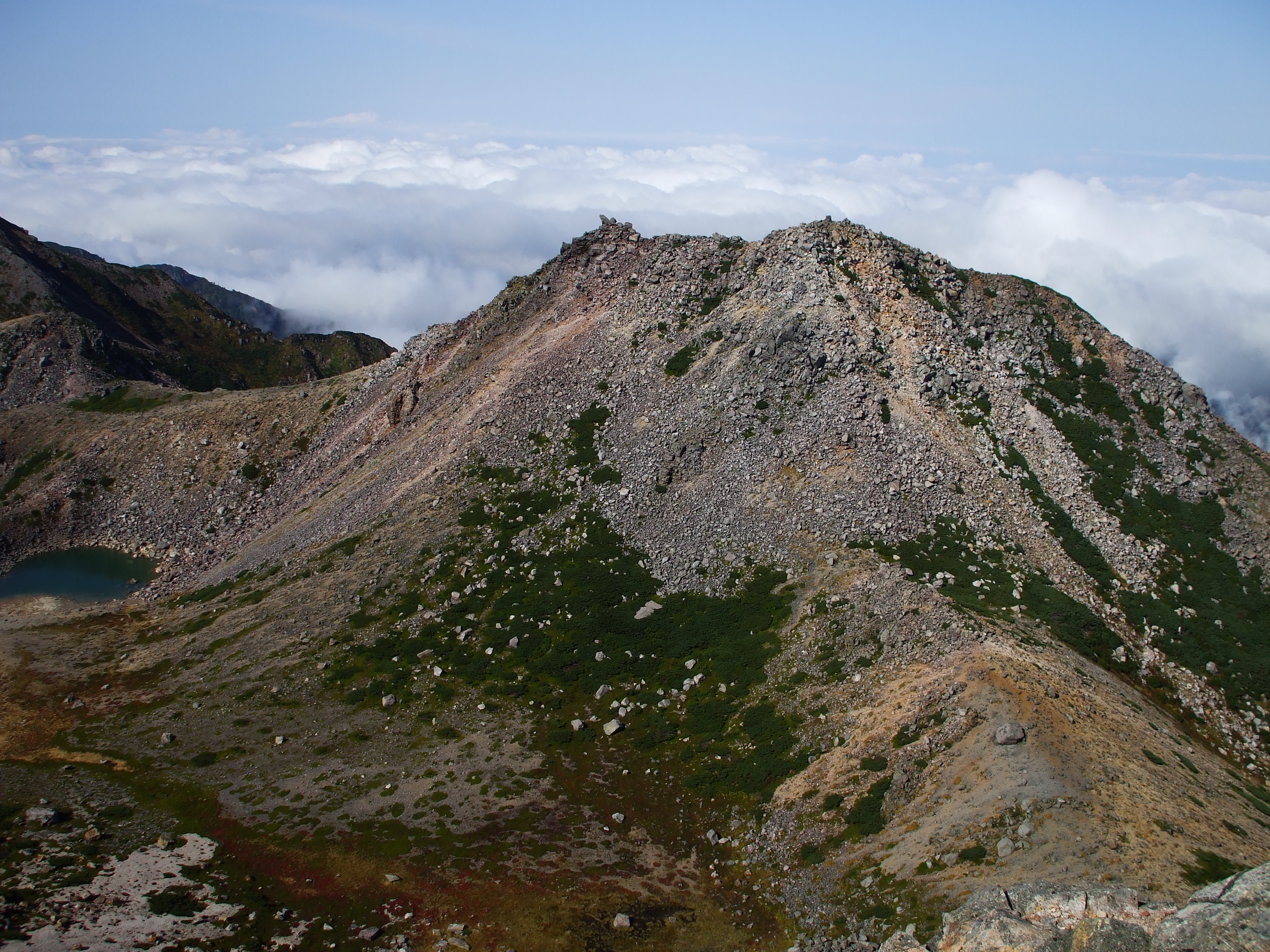
La vetta del Kengamine dalla vetta del Gozengamine
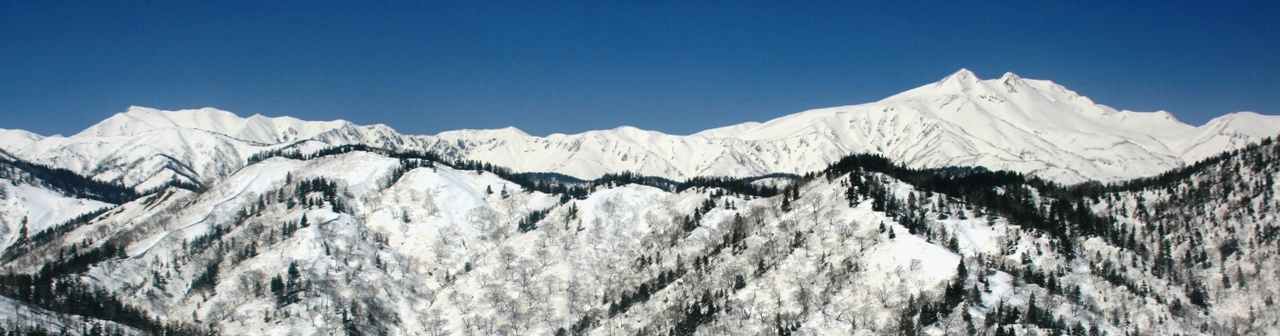
Il Monte Haku da est del Monte Hideri
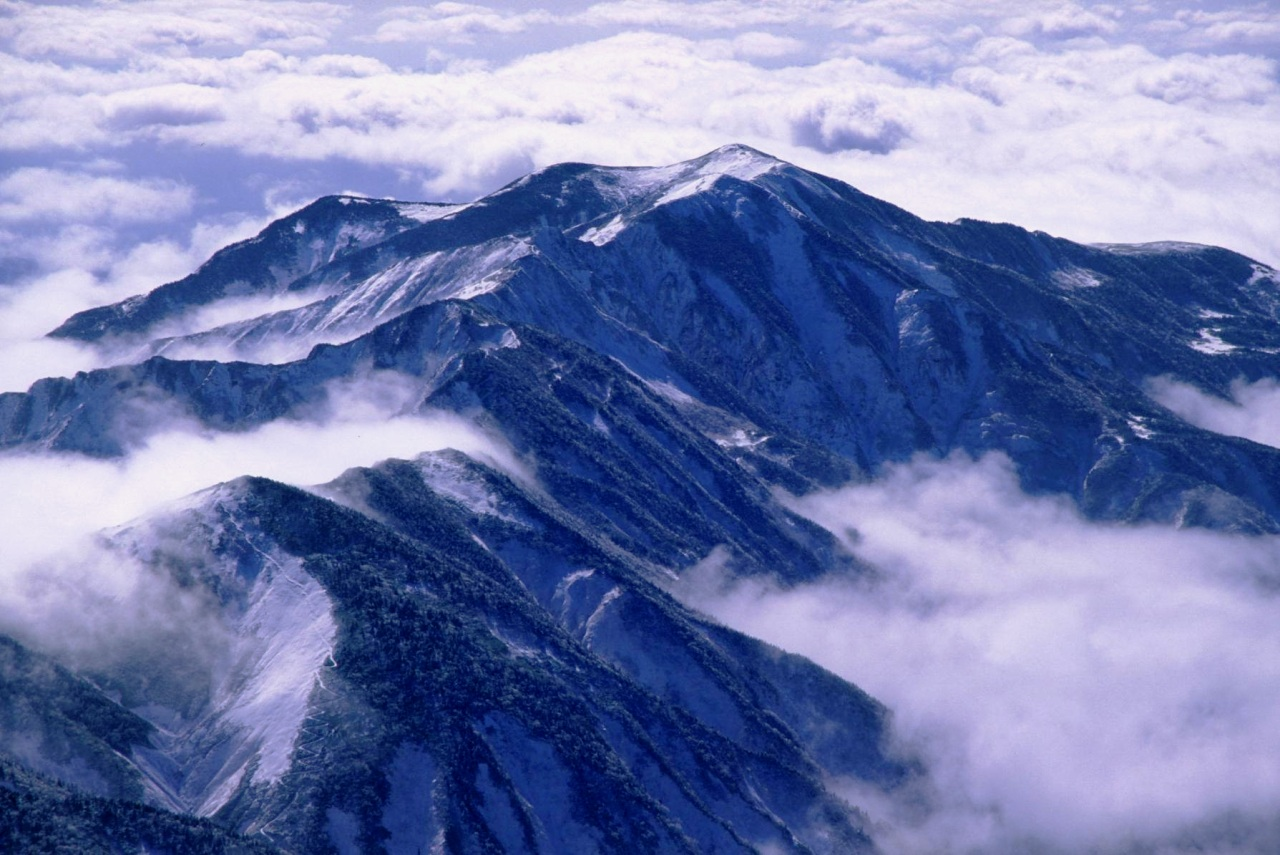
Il Monte Bessan dalla cima del Gozengamine